# Anelassorhynchus porcellus
Anelassorhynchus porcellus är en djurart som tillhör fylumet skedmaskar, och som beskrevs av Fisher, W.K. 1948. Anelassorhynchus porcellus ingår i släktet Anelassorhynchus och familjen Echiuridae. Inga underarter finns listade i Catalogue of Life.